# Mondragon (zadruga)
Mondragon je veliko zadružno združenje (špan. Mondragón Corporación Cooperativa) s sedežem v mestecu Mondragon v Baskiji (provinca Gipuzkoa, Španija). Odločilno vlogo pri ustanovitvi zadružnega podjetja Mondragon je imel mlad katoliški duhovnik José Maria Arizmendiarrieta, ki je v mestu  Mondragón od leta 1941 deloval na področju izobraževanja in širjenja katoliškega socialnega nauka. Ustanovil je tehniško šolo. Leta  1956 je s petimi bližnjimi sodelavci ustanovil malo zadružno podjetje za izdelavo parafinskih grelcev. Iz tega zametka je zraslo mednarodno podjetje, ki deluje na zadružni osnovi, tako, da so solastniki vsi delavci. Odločajo po načelu en človek-en glas.  Ob koncu leta 2010 je v korporaciji delalo 83.859 ljudi v 256 podjetij na štirih področjih dejavnosti: finance, industrija, trgovina na drobno in znanje. Zadruga Mondragón deluje v skladu s poslovnim modelom, ki temelji na ljudeh, njihovi samostojnosti in iniciativnosti. Podjetja in celotna korporacija se razvijajo po načelu delavske samouprave (participacije) in solidarnosti, vendar ne da bi zanemarili poslovno odličnost. Solidarnost se izraža v lastnem zdravstvenem zavarovanju in pokojninskem skladu. Razvoj dosegajo s poudarkom na inovativnosti in obračanju zadržanega delavskega (lastniškega) dobička, ki ga delavci lahko dvignejo ob odhodu ali upokojitvi.
Mondragon je sedma največja španska družba po prihodku od prodaje in vodilna poslovna skupina v Baskiji.
| “                                                     | Po ničemer se ljudje ne razlikujejo bolj kot po svojem odnosu do okoliščin, v katerih živijo. Tisti, ki se odločijo, da bodo ustvarjali zgodovino in spremenili tok dogodkov, so v prednosti pred tistimi, ki so se odločili, da bodo zgolj pasivno čakali na rezultate sprememb. | ” |
| —José Maria Arizmendiarrieta, spletna stran Mondragon | |   |

| “                                   | Ne, nismo v raju in tudi angeli nismo. Tu pač dela 100 tisoč ljudi in imamo 100 tisoč problemov. | ” |
| —Mikel Lezamiz, Mladina, 22.04.2011 |                                                                                                  |   |